# Escutas
Escutas (telecomunicações e computadores; eavesdroping em Inglês) é uma técnica de hacking que se baseia na violação da confidencialidade, onde um agente malicioso, através de recursos tecnológicos, se aproveita de vulnerabilidades nas comunicações de possíveis vitimas e faz um monitoramento sem autorização nesta comunicação. Utilizando-se dessa técnica, o atacante pode roubar dados e informações quem podem ser utilizadas em ataques posteriores.
O monitoramento e a interceptação das informações por parte do atacante pode ser feito em diversos sistemas, como sistemas de telefonia, e-mail, mensagens instantâneas e vários outros serviços da internet. Nisso, várias informações sensíveis podem ser roubadas, como senhas, números de contas, hábitos de navegação, conteúdo de emails, entre vários outros. Diferente de ataques man-in-the-middle, o objetivo do ataque por eavesdropping é o de interceptar e armazenar as informações do alvo sem alterá-las, o que dificulta que a vítima descubra ou esteja ciente do ataque.
Este tipo de ataque geralmente funciona com protocolos de transmissão somente-texto, como transferências Telnet, FTP e HTTP.

## Principais métodos de ataque
Existem vários métodos usados por atacantes na tentativa de interceptar uma comunicação vulnerável. Aberturas em sistemas de Hardware e sistemas de Software, acabam permitindo ataques por eavesdropping. Alguns deles são exemplificados abaixo:

### Hubs "Burros"

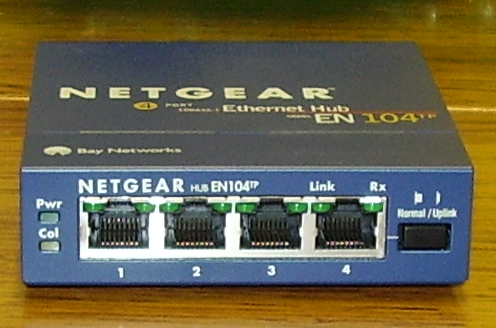
Hub de quatro portas

Hub é um concentrador utilizado para centralizar ou disseminar informações entre várias redes diferentes. Usando de broadcast, o hub pode acabar criando uma vulnerabilidade em sua comunicação, onde um atacante pode encontrar seu hub e adicionar a rede dele a uma das portas do hub, possibilitando que ele receba os dados que estão sendo transmitidos, já que por broadcast, todos os pacotes são disseminados entre todas as redes conectadas, tornando fácil ao atacante a obtenção de suas informações. Esse ataque deve ser físico, já que o atacante precisa saber onde se encontra o seu hub e a partir daí fazer a conexão. 

### Redes wireless sem encriptação
Hoje, basicamente em todos os lugares existem redes sem fio disponíveis para a conexão. Tomar cuidado com a rede que estamos acessando é super importante, já que se estivermos acessando uma rede mal intencionada, ou uma rede que esteja vulnerável a algum atacante, também poderemos ser alvo deles.  
- Usuários acessando redes wireless abertas

Algumas redes por onde andamos podem aparecer abertas a conexão(sem encriptação), o que podem ser uma grande armadilha para nós. Atacantes podem criar redes disponíveis em lugares estratégicos e disponibilizarem estas sem a necessidade de uma senha, onde um usuário pode acabar acessando e através de softwares como Wireshark, os atacantes podem interceptar sua comunicação e roubar várias informações suas.
- Usuários configurando suas redes em modo aberto

Ao deixarmos nossa rede sem fio aberta, várias pessoas que estão ao alcance da rede poderão acessá-la facilmente, incluindo um possível atacante. Ao obter o acesso a rede, da mesma maneira que a anterior, atacantes podem interceptar sua conexão e capturar várias informações sensíveis, fazendo uso delas da maneira mais pertinente a eles, sendo bastante difícil de você perceber algo, já que você está concedendo o acesso a ele e ele não altera os dados, apenas escuta.

### Usuários usando encriptação WEP em suas redes sem fio
Existem diferentes tipos de protocolos de proteção a rede sem fio do tipo [wi-fi], entre eles o WEP, o primeiro a ser usado e que possui muitas vulnerabilidades hoje exploradas por vários atacantes. Existem protocolos bem mais protegidos e com menos vulnerabilidades, onde WPA e o WPA2 são os principais, onde é aconselhável que usemos esses dois últimos em detrimento ao WEP, pois como dito, existem várias vulnerabilidades neste protocolo, já que ele é bem antigo.

## Prevenções contra o ataque por Eavesdropping

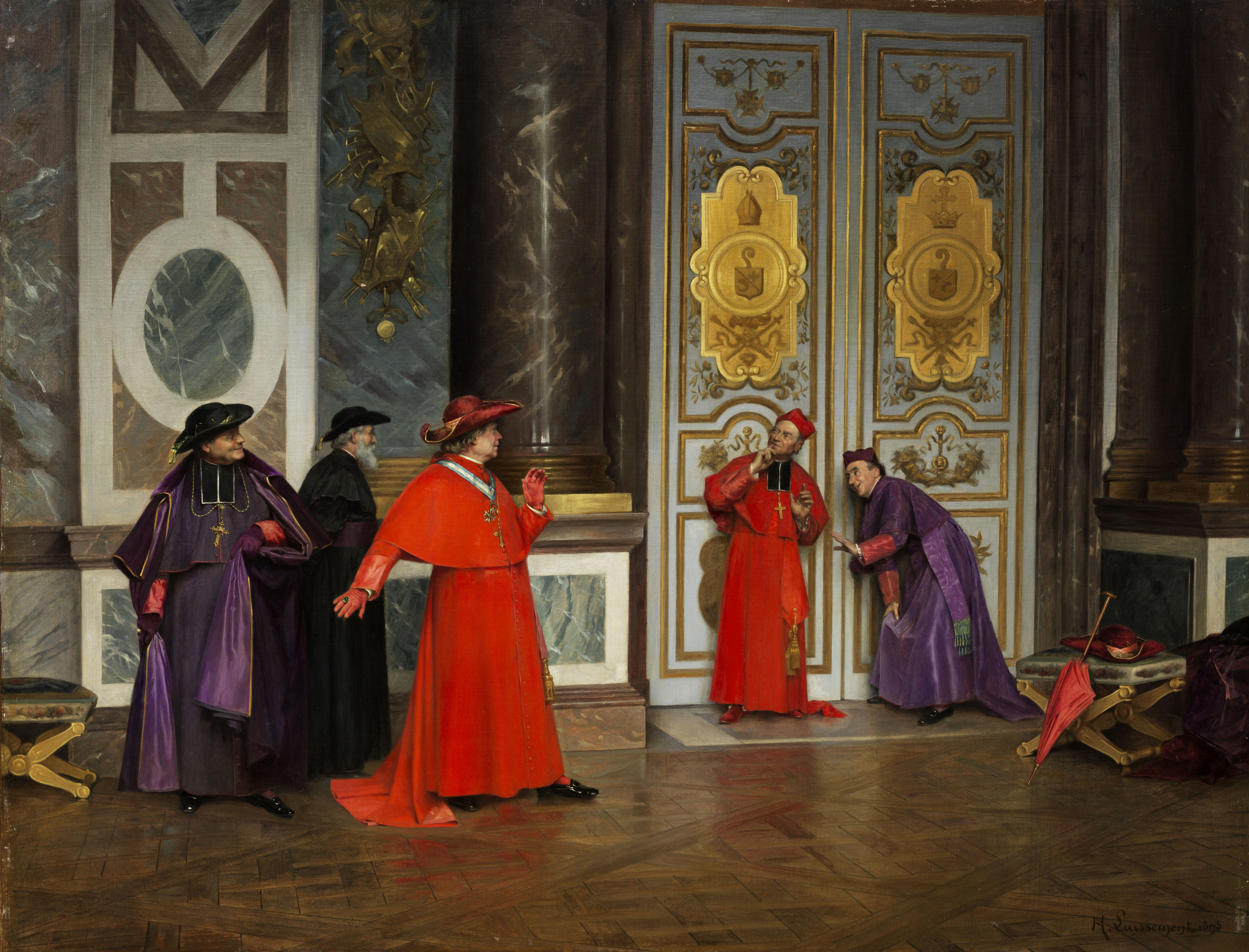
Eavesdropping no Vaticano.

Normalmente, todos os tipos de ataques feito por hackers em sistemas de vitimas vulneráveis são feitas exatamente através da utilização destas vulnerabilidades que são em sua maioria, desconhecidas por tais vitimas. Várias intervenções podem e devem ser feitas por todos nós que usamos algo que pode, em principio, estar vulnerável de alguma forma a algum ataque. Algumas dessas formas requerem um pouco mais de conhecimento por parte do usuário, mas outras nem tanto, o que nos permite ter uma prevenção minima contra todos os tipos de ataques. 

### Encriptação
Uma das mais importantes formas de nos prevenirmos contra esse tipo de ataque é fazendo o uso da encriptação dos nossos dados. Infelizmente alguns softwares ainda utilizam sistema de comunicação baseado em protocolos sem encriptação, como o Http, deixando as informações abertas para os usuários. A melhor maneira de se prevenir e encriptar os dados para a comunicação seria usando os protocolos SSH e o Https, já que o SSH utiliza três chaves independentes com 64 bits cada uma (que é combinado com um sistema mais forte de encriptação, com até 4096 bits, usado durante o login) para a encriptação e o HTTP utiliza um algoritmo de encriptação SSL que faz uso de 128 bits para a encriptação.

### Segurança Física
Como o exemplo dado no caso do uso de Hubs algumas vulnerabilidades são físicas e portanto devemos ficar atentos ao local onde colocamos nossos equipamentos de comunicação, assim como as pessoas que terão acesso ao local onde eles estão distribuídos, evitando a vulnerabilidade física e guardando nossas informações e comunicação seguras.

### Consciência de Proteção
Devemos ter a consciência sobre as possíveis vulnerabilidades as quais poderemos estar vulneráveis, procurando entender e buscar um pouco sobre o assunto e pensando antes de acessarmos algumas redes ou softwares disponíveis.

### Utilizar Switchs ao invés de Hubs
Ao utilizarmos Switch o risco de eavesdropping diminui, já que os Switchs transferem os frames apenas para os destinatários corretos, não fazendo broadcast e enviando os dados a todos os que estão conectados, no caso do hub que envia os dados a todas as portas. Porém, alguns switchs são vulneráveis a ataques de:
- MAC Flooding: inundar o switch com um grande volume de frames com endereços MAC falseados até esgotar a memória disponívell e fazer com que ele passe a enviar o tráfego para todas as portas;
- ARP Spoofing: induzir o switch a enviar o tráfego para a máquina do atacante em vez de enviá-los a máquina correta;

Sendo necessário a análise do switch o qual vai se usar, além da prevenção contra esses ataques citados acima.

### Segmentação da Rede[6]
Muitas vezes nesse mundo das redes, a  configuração padrão é de que todos podem acessar qualquer coisa, que numa perspectiva de segurança, esse uso de uma rede unica, onde todos estão se comunicando na mesma, acaba tornando esta uma rede fraca nessa perspectiva. A segmentação da rede numa empresa por exemplo, existindo uma rede mais isolada para a comunicação de informações importantes desta empresa e uma outra para os usuários usarem, é uma ótima medida de prevenção e proteção desses dados importantes contra atacantes que se mostram usuários/clientes, mas estão tentando usar a rede pra roubar informações. 

## Outros tipos de Ataques
Spoofing
man-in-the-middle
Port scanner
Phishing
Denial of Service
Ataque de força bruta
SYN Flood
Ping flood
Ping da morte
Buffer overFlow

## Conclusão
Eavesdropping é um tipo de ataque de interceptação de dados por meio de ferramentas e vulnerabilidades em comunicações de usuários, afim de tentar escutar e capturar informações sensíveis desses usuários, sendo necessário uma analise dos serviços que estamos usando e se estes fornecem uma segurança por encriptação forte, um conhecimento básico para a proteção das informações e dados sensíveis e uma prevenção contra possíveis ataques como estes e como outros citados acima. Possibilitando um uso tranquilo das ferramentas tecnológicas, protegendo a confidencialidade dos seus dados, seja o ataque passivo ou ativo. 

## Ligação externa
- eavesdroppers.info Site sobre notícias Notícias , Artigos , Denuncias relacionado ao Eavesdropping